# 2022년 1월 아프가니스탄 지진
2022년 1월 아프가니스탄 지진은 2022년 1월 17일 아프가니스탄 바드기스주 지역에서 일어난 모멘트 규모 Mw4.9의 전진과 Mw5.3의 본진이다. 이 지진으로 30명이 사망하고 49명이 부상을 입었다. 이 지진으로 아프가니스탄 서북부의 주택 수백채가 붕괴되었다.

## 지질학적 환경
아프가니스탄은 아라비아판, 인도판, 유라시아판이 서로 충돌하는 광범위하고 복잡한 판 경계 지대 위에 있다. 아프가니스탄 서부는 크게 북쪽의 북아프가니스탄 강괴와 남쪽의 일련의 부가성장된 암군으로 세분할 수 있다. 북아프간 강괴는 유라시아판의 일부로 붙어버린 고생대 후기 바리스칸 조산운동 이후 지각이 안정된 상태를 유지했다. 남쪽에는 특히 중생대부터 점진적으로 퇴적한 대륙 강괴와 마그마호가 뒤섞여 있다. 이 두 지각 강괴 사이 경계는 아프가니스탄 동쪽을 관통하는 차만 단층보다 지진 활동이 훨씬 덜한 우수향 주향이동단층인 하리루드 단층, 혹은 헤라트 단층이라고 부른다. 하리루드 단층 북쪽으로는 그와 거의 평행하게 있는 우수향 주향이동단층인 반드에 투르케스탄 단층이 있으며 최근에 지진 활동을 보였다.

## 지진

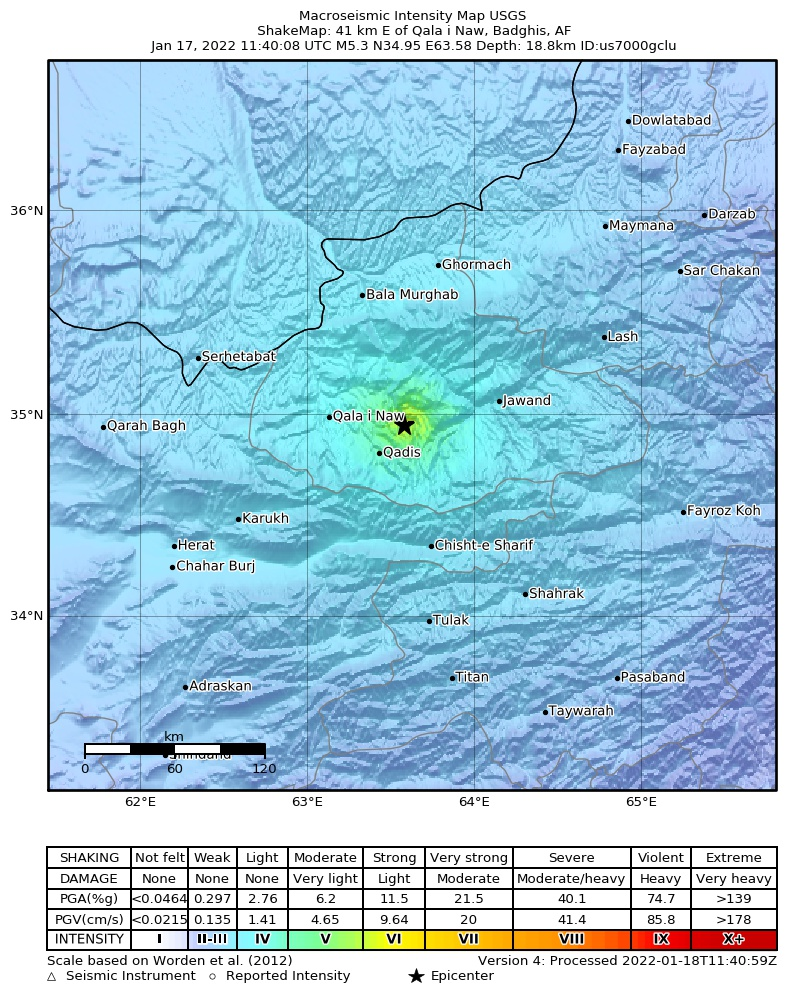
미국 지질조사국(USGS)에서 분석한 각 지역별 최대진도를 그린 지도

지진은 아프가니스탄과 투르크메니스탄의 거의 국경에서 발생했다. 처음에는 규모 M5.6으로 보고되었다. 수 시간 후 규모가 M5.3으로 수정되었다. UTC 09:05에는 본진의 진앙에서 동남쪽으로 약 9 km 떨어진 곳에서 규모 M4.9의 전진이 발생했다. 국제지진센터는 지진의 단층면해를 남북을 주향으로 하는 역단층에서 발생했다고 분석했다.

## 피해
지진으로 최소 700채 이상의 주택이 붕괴되었다. 지진으로 카디스구에서 주택이 붕괴되어 여성과 어린이 9명을 포함해 30명이 사망했는데 사망자수 중 절반이 바드루크 마을에서 발생했다. 49명이 부상을 입고 병원에서 치료를 받았다.
지진 당이 사망자수는 12명으로 확인되었으나 수 시간 후 사망자수가 22명, 26명으로 늘어났다. 지진 발생 다음 날에는 27명으로 늘어났다. 1월 19일에는 28명으로 늘어났다. 2월 1일 최종 사망자수는 30명으로 늘어났다. 지진의 규모에 비해 사망자수가 많은 이유로는 지진의 진원 깊이가 얕았고 아프가니스탄에서 지진이 보다 드물게 일어나는 서쪽에서 발생했기 때문이다. 지진이 보다 더 잘 일어나는 아프가니스탄 동부에서는 본진 3주 후에 규모 M5.8의 지진이 일어났으나 사망자는 2명만 있었다.
바드기스주의 주도인 칼라에나우에서는 수정 메르칼리 진도 계급 기준 최대진도 IV의 약간의 흔들림을 느꼈고 일부 주택 벽에 균열이 나는 피해가 있었으나 큰 피해는 보고되지 않았다.
아프가니스탄은 2021년 8월 탈레반이 장악한 이후 서방 국가들이 국제 원조와 해외 보유 자산에 대한 접근을 동결하면서 이미 인도주의적 재난에 직면해 있었다.
유네스코 세계유산으로도 지정된 800년 된 얌의 첨탑도 지진으로 피해를 입었다. 지진 이후 붕괴 위험에 처한 65 m 높이 탑에서 벽돌이 여럿 떨어졌다.

## 반응
구조대원들은 피해 지역으로 향하는 도로가 부족하고 그마저도 지진으로 피해를 입어 현장에 도달하는 데 많은 어려움을 겪었다. 바기다스주의 주 공무원은 700채에서 1천채가 넘는 주택이 손상되거나 붕괴되었다고 말했다. 탈레반 한 관료도 구호 활동 지원을 위해 현장에 파견되었다. 구조 작업은 1월 19일까지 계속되었고 구조대원은 이틀 밤동안 잔해 아래에 갇힌 생존자를 구출하기 위한 수색 작전을 펼쳤다. 생존자들은 텐트와 대피소에서 피난처를 가져 묵었고 일부는 야외에서 잠을 청했다. 탈레반은 피해 주민들에게 식량, 구호품, 텐트를 제공하고 있다고 밝혔다..

## 같이 보기
- 2022년 지진
- 아프가니스탄의 지진 목록
- 2022년 6월 아프가니스탄 지진

## 참고 문헌
- ElGharbawi, Tamer (2022). “Coseismic Deformation and Damage Map of the 2022 Afghanistan Earthquakes using SAR Interferometry” (PDF). 《Mansoura Engineering Journal》 47 (33): 32–36. doi:10.21608/bfemu.2022.252493. S2CID 251433482.